# Берджеджі
Берджеджі (італ. Bergeggi, ліг. Berzezzi) — муніципалітет в Італії, у регіоні Лігурія, провінція Савона.
Берджеджі розташоване на відстані близько 420 км на північний захід від Рима, 45 км на південний захід від Генуї, 7 км на південний захід від Савони.
Населення — 1142 особи (2014).

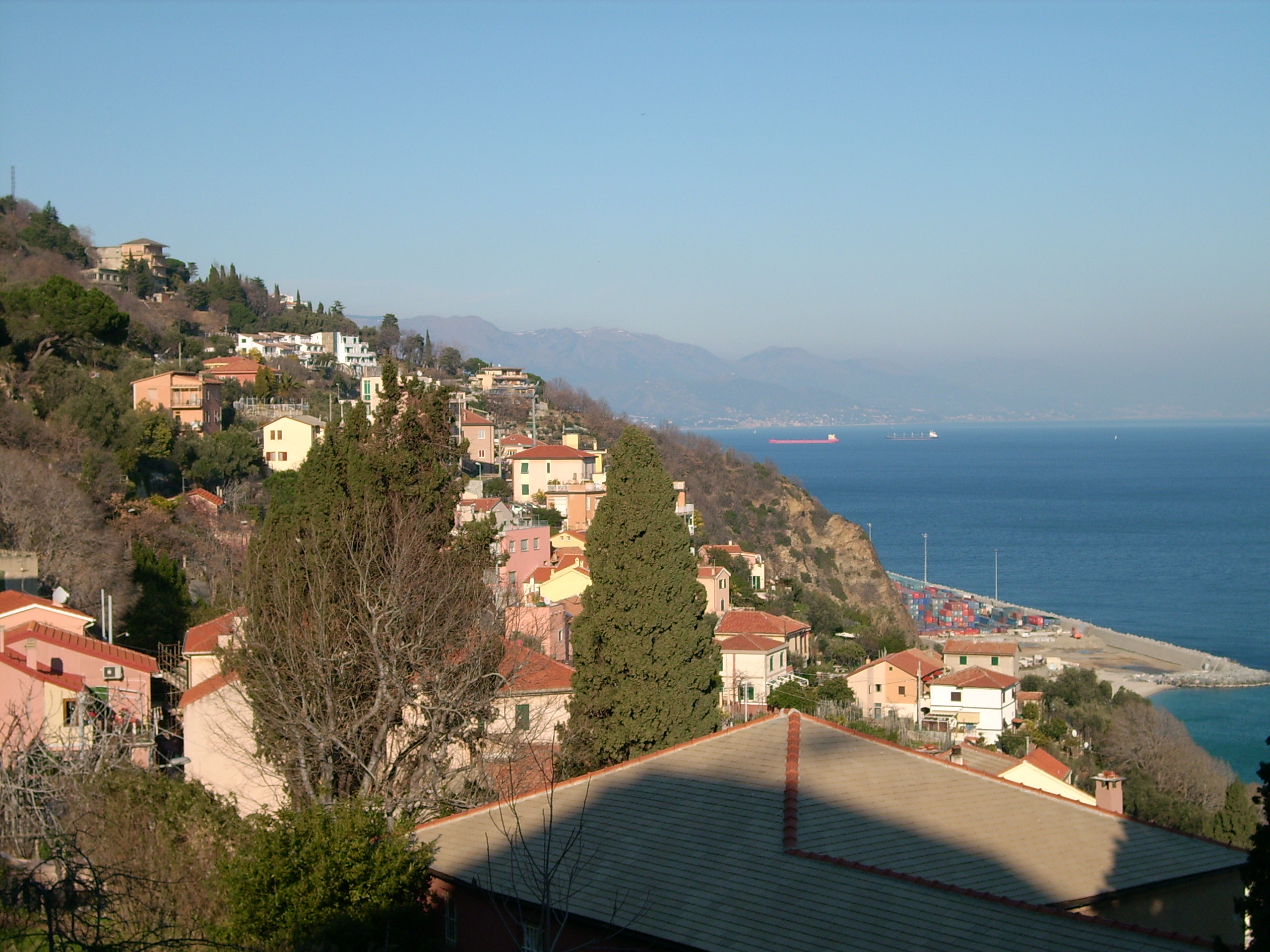

Щорічний фестиваль відбувається 11 листопада. Покровитель — святий Мартин Турський.

## Демографія
Населення за роками:

Станом на 1 січня 2023 року в муніципалітеті офіційно проживало 18 іноземців з 12 країн, серед них 6 громадян країн Євросоюзу та 1 громадянин України.

## Сусідні муніципалітети
- Споторно
- Вадо-Лігуре